# BMW F750 GS
La BMW F 750 GS è una motocicletta prodotta dalla casa motociclistica tedesca BMW Motorrad.  Prodotta dal 2018 al 2024, la F 750 GS è stata progettata per offrire un equilibrio perfetto tra prestazioni, versatilità e comfort, rendendola una scelta ideale per i viaggi su strada e fuori strada.

## Descrizione
La BMW F 750 GS è stata presentata nel 2017, come parte della gamma adventure touring della casa motociclistica tedesca BMW Motorrad. 
Con una ruota anteriore da 19", la BMW F 750 GS offre un equilibrio eccellente tra le prestazioni fuoristrada di una ruota da 21" e la maneggevolezza tipica di una da 17"
La moto presenta un alternatore a magnete permanente da 416W e una batteria da 12 V / 10 Ah esente da manutenzione.
Il telaio della BMW F 750 GS ha un telaio in acciaio monoscocca con lamierati saldati e motore che svolge funge da elemento portante, che offre una maggiore rigidità torsionale. Il serbatoio è da 15L , garantendo un'autonomia di più di 300km grazie a consumi ridotti
La moto è disponibile anche con una potenza ridotta a 35 kW (48 CV) per i possessori di patente A2.
La F 750 GS, sotto questa nomenclatura è ufficialmente uscita dal listino BMW nel 2024, ma effettivamente è rimasta a catalogo sotto il nome di BMW F 800 GS 2024

## Motore
Questa unità motrice, un bicilindrico in linea da 853 cm³, capace di erogare una potenza massima di 77 CV (57 kW) a 7500 giri/min e una coppia massima di 83 Nm a 6000 giri/min. Sviluppato in sinergia con la casa motociclistica cinese Loncin, questo motore presenta un raffreddamento a liquido, la distribuzione a quattro valvole per cilindro e la lubrificazione a carter secco. Queste caratteristiche non solo ne garantiscono l'affidabilità e le prestazioni, ma anche la conformità alle stringenti normative sulle emissioni Euro 5. 
Il sistema di accensione, con uno sfasamento di 90 gradi tra il perno di biella e l'albero a gomito, contribuisce alla linearità della risposta del motore, mentre il bilanciamento dei contralberi minimizza le vibrazioni indesiderate. Questa combinazione di ingegneria avanzata e tecnologie di punta consente al motore della F 750 GS di offrire una guida dinamica e gratificante in ogni condizione.
Questa unità è condivisa anche con le sorelle F 850 GS e F 850 GS Adventure, ma nella F 750 GS è stato apportato un depotenziamento alla centralina.